# Vitstrupig snårskvätta
Vitstrupig snårskvätta (Dessonornis humeralis) är en fågel i familjen flugsnappare inom ordningen tättingar. Den förekommer i skogsområden i delar av sydöstra Afrika. Beståndet anses vara livskraftigt.

## Utseende och läte
Vitstrupig snårskvätta är en medelstor snårskvätta. Ett vitt ögonbrynsstreck skiljer skiffergrå hjässa från svart ögonmask. På samma sätt skiljer ett vitt band på skuldran skiffergråa ryggen från de svarta vingarna. På undersidan är den vit på strupe och bröst, övergående i bärnstensorange mot undergump, övergump och stjärtspets. Sången är ljus och melodisk, innehållande härmningar från andra fågelarter.

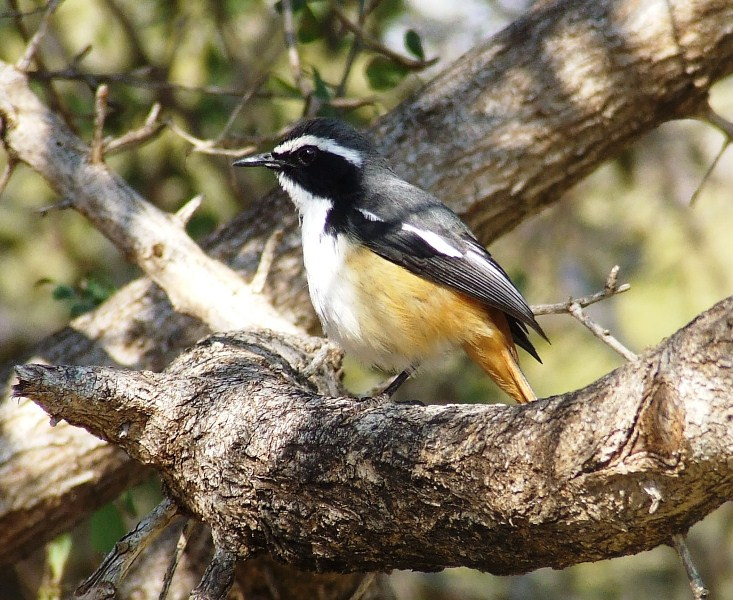

## Utbredning och systematik
Fågeln förekommer från östra Botswana till södra Moçambique, Swaziland och nordöstra Sydafrika Den behandlas som monotypisk, det vill säga att den inte delas in i några underarter.

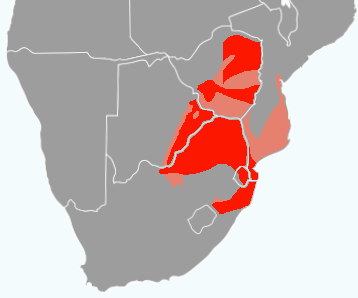
Utbredningsområde för vitstrupig snårskvätta.

### Familjetillhörighet
Liksom alla snårskvättor men även fåglar som rödhake, näktergalar, stenskvättor, rödstjärtar och buskskvättor behandlades blåskuldrad snårskvätta tidigare som en trast (Turdidae), men genetiska studier visar att den tillhör familjen flugsnappare (Muscicapidae).

### Släktestillhörighet
Vitstrupig snårskvätta placerades tidigare i släktet Cossypha, men urskiljs till ett eget släkte tillsammans med kapsnårskvätta, albertinesnårskvätta och sotsnårskvätta efter genetiska studier.

## Levnadssätt
Vitstrupig snårskvätta hittas i buskage i olika skogstyper. Där födosöker den undanskymt på marken genom att vända torra löv på marken med sin näbb.

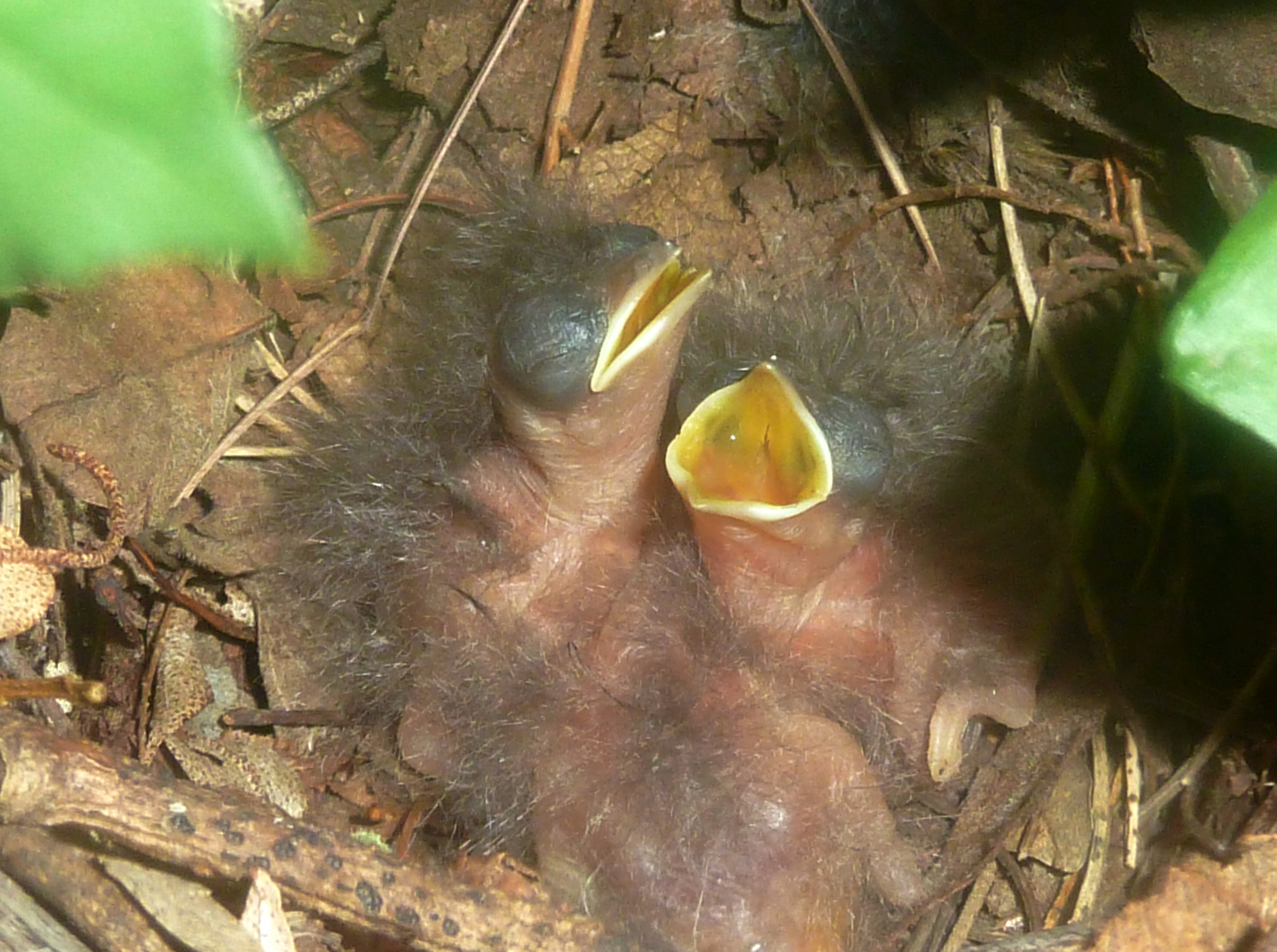
Bo med ungar.

## Status
Arten har ett stort utbredningsområde och beståndet anses vara stabilt. Internationella naturvårdsunionen IUCN listar den därför som livskraftig (LC).